# Station biologique de Concarneau

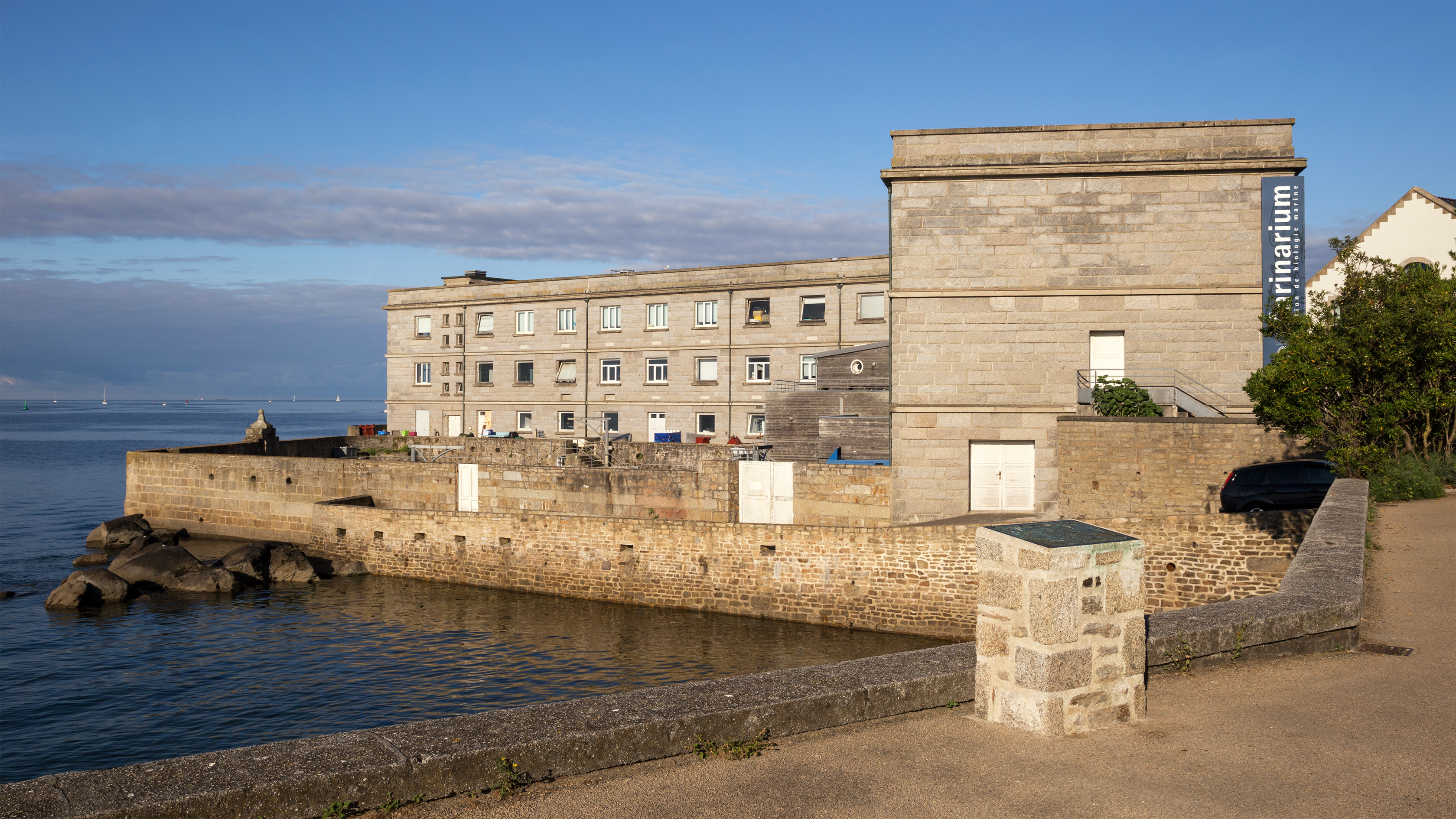
Marinarium von Concarneau

Die Station biologique de Concarneau oder auch Biologische Station von Concarneau ist eine Einrichtung des Muséum national d’histoire naturelle in Paris und des Collège de France und widmet sich der Lehre und Forschung im Bereich der Meeresbiologie und Ozeanographie. Sie wurde im Jahre 1859 von Jean Victor Coste gegründet, einem Professor am Collège de France, und ist eine der ältesten meeresbiologischen Forschungsstellen noch vor Zoologische Station Neapel, Stazione Zoologica Anton Dohrn 1859 und Station biologique de Roscoff 1872.

## Übersicht
Heute ist die Station biologique de Concarneau eine Hochschul- und Forschungseinrichtung. In ihrem Institut sind ständig 25 Dozenten, über 40 Wissenschaftler, Post-Doktoranden, Doktoranden sowie Ingenieure und Techniker und in- und ausländischen Studenten, die jährlich an Exkursionen und Kursen teilnehmen.
Das Laboratorium der Station biologique de Concarneau veröffentlicht wissenschaftliche Publikationen von Studien in den Bereichen Physiologie, Molekularbiologie und marine Ökologie.
Etwa Alain Van Wormhoudt, der mit Daniel Y. Sellos im Jahre 2002 über die Structure of the of a-amylase genes in crustaceans and molluscs: evolution of the exon/intron organization am Institut forschte.
Die Station bleibt immer mit dem Namen ihres Gründers Jean Victor Coste (1807–1873) verbunden. In den 1880er Jahren kamen von Georges Pouchet (1833–1894), Professor für vergleichende Anatomie am Muséum national d’histoire naturelle in Paris, starke Impulse für die Station. Nach dessen Tod wurde Paul Fabre-Domergue (1861–1940) sein Nachfolger. Sein Freund Gustave Flaubert (1821–1880) besuchte ihn 1875 in Concarneau.

## Historische Übersicht
1859: Ursprünglich zur Sammlung, Bestimmung und Erforschung lokaler Meerestieren eingerichtet, wird die Station schnell zu einem Zentrum der wissenschaftlichen und intellektuellen Aktivität. Zusätzlich werden Experimente zur Aufzucht von Fischen durchgeführt. Diese basieren u. a. auf den Studien zur experimentelle Embryologie von Laurent Chabry (1855–1894).
1950: Vergleichende Biochemie mit Maurice Nicloux und Jean Roche (1901–1992), deren Arbeit am Jod-Stoffwechsel in marinen Organismen zur Identifizierung des aktiven Schilddrüsenhormon (T3 Triiodthyronin) im Jahre 1952 führte. Ferner die belgischen Biochemiker Marcel Florkin (1900–1979) und dann seine Kollegen Ng. Van Thoai und Yvonne Robin, die die vergleichende Biochemie entwickelten. So identifizierten sie strukturelle Unterschiede in Molekülen, die identische Funktionen in verschiedenen Organismen ausführen, etwa das Hämoglobin.
1970: Entwicklung von Identifikationssystemen und Studien zur Verbreitung und Wanderung von Fischen M. H. Du Buit.
1996: Die Station wird unter die Verwaltung des Muséum national d’histoire naturelle in Zusammenarbeit mit dem Collège de France gestellt.
Heute steht in der Station biologique de Concarneau die Grundlagenforschung über die Biochemie und Stoffwechselvorgängen von marinen Organismen und deren Anwendungen und Bedeutung für die verschiedenen Bereiche von Ernährung und Gesundheit im Mittelpunkt.